# تریل (موسیقی)

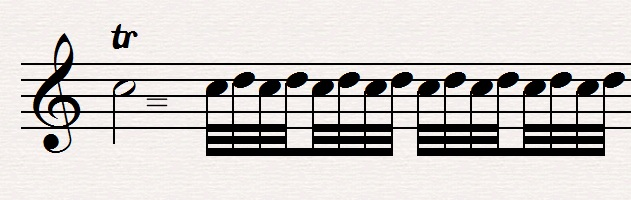
مثالی برای تریل و طرز اجرای آن

تریل یا تری یا غَلت (به انگلیسی: Trill، به فرانسوی: Trille، به ایتالیایی: Trillo) از اصطلاحات موسیقی با علامت اختصاری «tr» نشانه ای است که اگر روی یک نت گذاشته شود، آن نت و نت بالاترش به صورت پی در پی و نسبتاً تُند به اندازه طول زمانی نت اصلی اجرا می‌شوند.
اگر بخواهیم نت بالایی تریل را تغییر دهیم (با استفاده از علائم تغییر دهنده نظیر بمل b) علامت تغییر را در بالای تریل می‌نویسیم. گاه خط مواجی بعد از نشانه تریل تا ابتدای نت بعدی کشیده می‌شود.

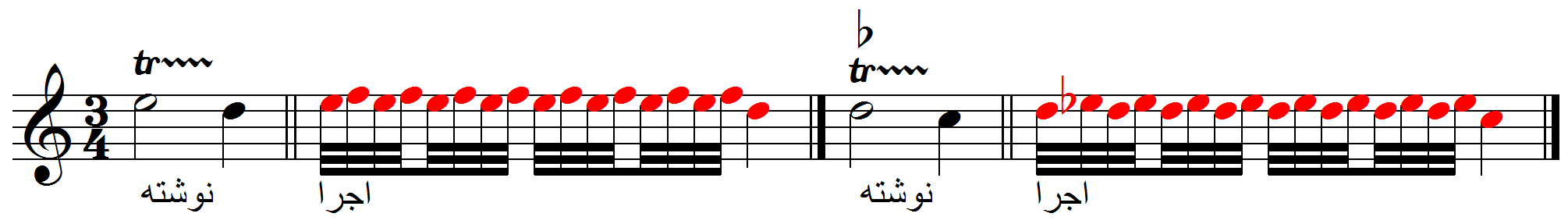
دو نمونه از اجرای نت نوشته شده و طرز اجرای تریل

## نکاتی در مورد تریل
- نُتِ آغاز تریل

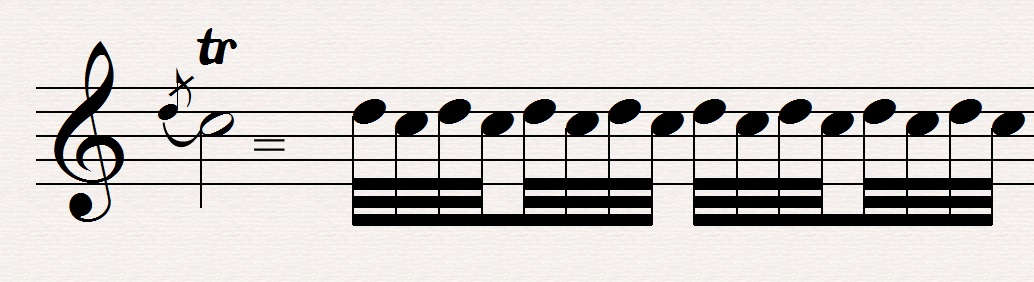
نمونه ای از طرز نوشتن و اجرای تریل از نت بالاتر

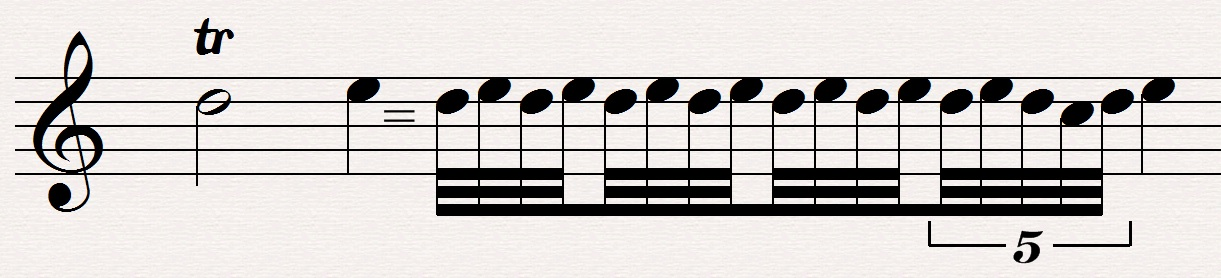
نمونه ای از طرز نوشتن و اجرای تریل همراه با گروپتو

آغاز تریل امروزه از نت اصلی می‌باشد اما در گذشته (تا زمان هایدن و موتسارت) تریل از نت بالاتر شروع می‌شده‌است.
در حال حاضر اگر آهنگساز بخواهد اجرای تریل از نت بالاتر آغاز شود، نت کوچکی (نُتِ پیشای کوتاه یا آپوجیاتورا) پیش از نت اصلی می‌نویسد.
- نُتِ پایان تریل

تریل معمولاً با نت اصلی به پایان می‌رسد. گاه در انتهای تریل یک «گروپتو»، نت اصلی را به نت پس از آن پیوند می‌دهد.
- تعداد نت‌های بکار رفته در تریل

تعداد نت‌های اصلی و بالایی در تریل بستگی به سلیقه اجراکننده و میزان درک او از مفهوم بیانی قطعه موسیقی دارد. واضح است که یک نت کشیده با سرعت (تمپو) کُند، تناوبِ بیشتری می‌طلبد تا یک نت کوتاه با سرعتِ تُند.